# Зося (фільм)
«Зося» (пол. «Zosia») — радянсько-польський художній фільм, знятий в 1967 році на Кіностудії ім. М. Горького. Екранізація однойменної повісті Володимира Богомолова. Прем'єра відбулася 19 вересня 1967 року.

## Сюжет
Закінчується Велика Вітчизняна війна. У маленьке польське село прибуває загін радянських солдатів. Один з них, привабливий і молодий Михайло, зустрічається з місцевою польською дівчиною Зосею. Він починає доглядати за нею, Зося відповідає Михайлу взаємністю. Взаємна недовіра через складні відносин між поляками і російськими солдатами, а також перспектива швидкого відправлення на фронт не можуть стати перешкодою коханню, що зароджується, між Зосею і Михайлом. Зося покохала Михайла, а Михайло поїхав в Росію.

## У ролях
- Пола Ракса —  Зося
- Юрій Каморний —  Михайло, старший лейтенант, начальник штабу
- Микола Мерзлікін —  Віктор Байков, комбат, старший лейтенант
- Зигмунт Зінтель —  старий Стефан
- Барбара Баргеловська —  Ванда
- Веслава Мазуркевич —  мати Зосі
- Георгій Бурков —  Семенов
- Олександр Граве —  комбриг, підполковник
- Пантелеймон Кримов —  Петро Савелійович Махін, рядовий
- Микола Хангажиєв —  сержант
- Любов Корнєва —  єфрейтор Катя Ігумнова
- Юрій Сорокін —  зв'язківець з перев'язаною головою
- Іван Матвєєв —  Сушков

## Знімальна група
- Режисер — Михайло Богін
- Сценарист — Володимир Богомолов
- Оператор — Єжи Ліпман
- Композитор — Рафаїл Хозак